# Stenolophus semitinctus
Stenolophus semitinctus är en skalbaggsart som beskrevs av Thomas Casey. Stenolophus semitinctus ingår i släktet Stenolophus och familjen jordlöpare. Inga underarter finns listade i Catalogue of Life.